# 勒韦 (姓氏)
勒韦 或者 洛维（Löwe, Lowe，Loewe）可以指：

## 人物
Löwe
- 沃尔夫冈·勒韦（1953年6月14日－)，德国前男排运动员
- 加布丽埃莱·勒韦（1958年12月12日－)，德国女子田径运动员

Lowe
- 帕迪·洛维（1962年4月8日－)，英国赛车工程师

Loewe
- 卡尔·勒韦，德国作曲家

|  | 本页或本分段罗列了姓氏为「勒韦 (姓氏)」的人物。 如果是一个指代特定个人的内链将您引导到本页，請考慮修正該人物的名字以將链接指向正確的條目。 |